# Willem Drost

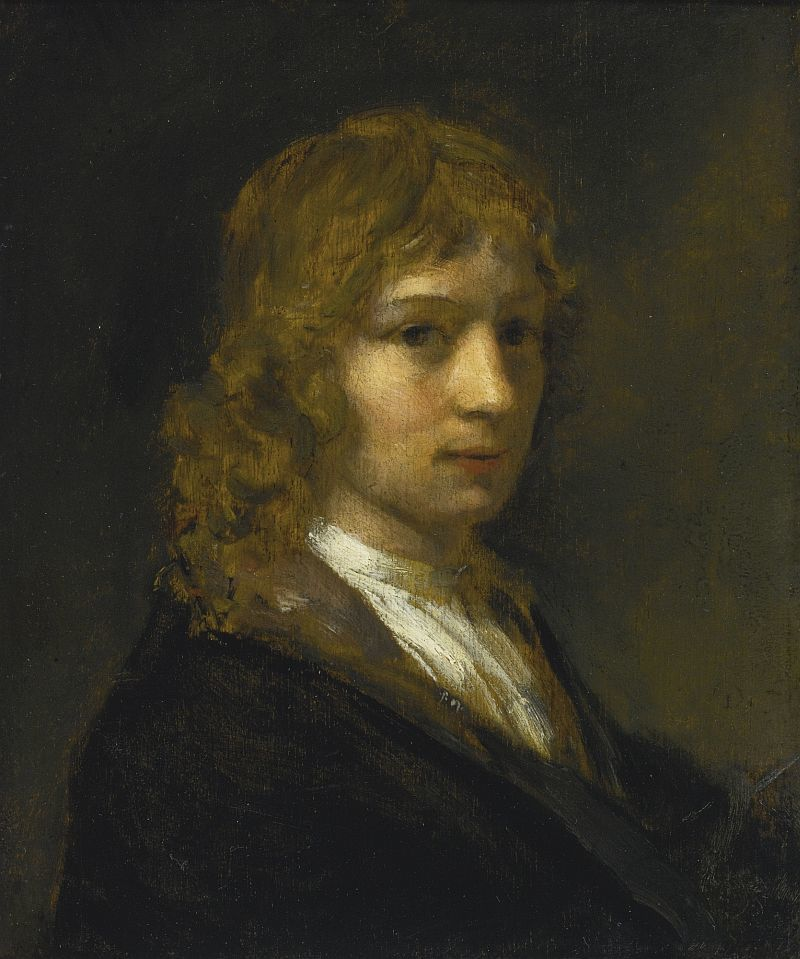
autoritratto di Willem Drost.

Willem Drost (Amsterdam, 19 aprile 1633 – Venezia, 25 febbraio 1659) è stato un pittore olandese, noto soprattutto per i suoi dipinti a tema storico e per i suoi ritratti.

## Biografia
Se le notizie della sua prima infanzia non sono certe e sicure, intorno al 1650 divenne allievo di Rembrandt, sviluppando così alcuni lavori in collaborazione col maestro, quali composizioni bibliche, studi simbolici di figure solitarie e ritratti.
Ancora nel ruolo di studente, nel 1654 intitolò un suo dipinto Betsabea, ispirato pure nel titolo da un'opera del maestro, anche se lo sviluppo dell'idea fu leggermente diverso. Entrambi i quadri sono conservati al Museo del Louvre di Parigi.

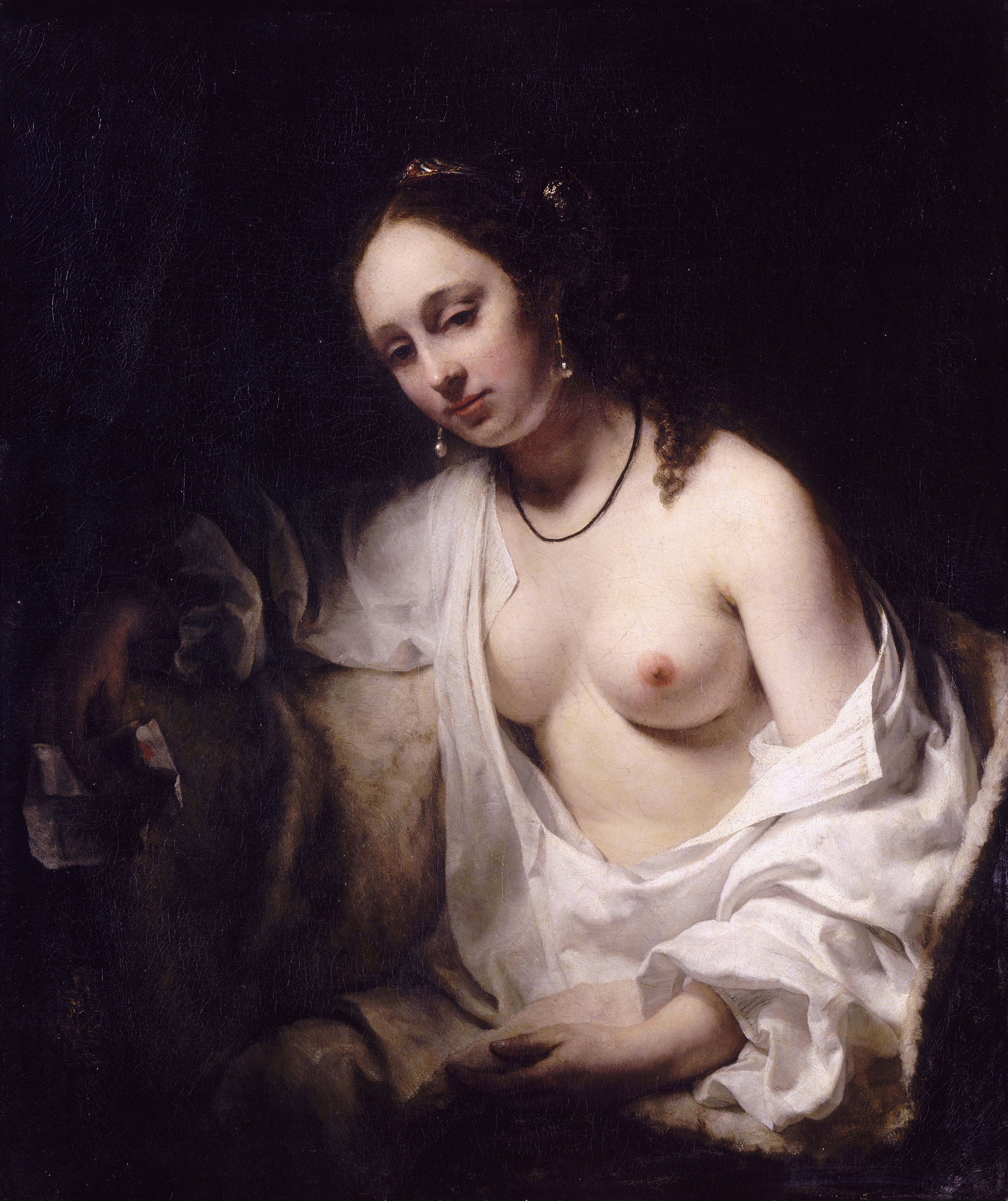
Willem Drost, Betsabea, 1654, Museo del Louvre

In qualche occasione, verso la metà degli anni 50 del secolo, l'artista si recò a Roma, dove ebbe modo di collaborare con l'artista germanico Johann Carl Loth per una serie di Quattro Evangelisti a Venezia.
Tra le sue opere firmate spiccarono un Ritratto di uomo, un Ritratto di donna e un'acquaforte intitolata Pittore al cavalletto.
Drost può essere definito come uno dei più talentuosi allievi del Rembrandt ed anche uno di coloro le cui opere furono per secoli confuse con quelle del maestro, come accadde ad esempio per il dipinto del 1654 intitolato Ritratto di giovane con le mani giunte su un libro, oppure per il ritratto di un giovane uomo intitolato Il cavaliere polacco riscoperto solamente nel 1897.
Grazie al proficuo lavoro svolto dalla Foundation Rembrandt Research Project, alcuni dipinti sono stati assegnati agli allievi e collaboratori dal grande maestro.
Ovviamente l'influenza del maestro fu fondamentale e nel caso di Drost appare soprattutto il periodo intermedio e centrale di Rembrabdt quello più seguito dall'allievo, evidenziato dall'uso della luminosità vibrante e dal tentativo di seguire le tracce del maestro nella pacatezza del tocco e nell'alone spirituale ricco di ricerca introspettiva non priva, talora, di drammaticità.
Tra le altre opere attribuite a Drost, emerge un celebre Giovane che legge ed un Guerriero seduto tratto da un quadro del Giorgione.

## Opere selezionate
- 1650 circa: Autoritratto come Giovanni Evangelista, Bader Collection, Milwaukee;
- 1651: Rute e Noemi sulla strada per Betlemme -  Ashmolean Museum, Oxford;
- 1652: Autoritratto;
- 1653: Ritratto d'uomo - Metropolitan Museum of Art, New York;
- 1653: Ritratto di donna -  Museo Bredius, L'Aia;
- 1653: Il filosofo - National Gallery of Art, Washington;
- 1654 circa: Ritratto di giovane - The Wallace Collection, Londra;
- 1654: Ritratto di giovane con le mani giunte su un libro - National Gallery, Londra;
- 1654: Ritratto di un ufficiale con berretto rosso - David Findlay Galleries, New York;
- 1654: Betsabea - Museo del Louvre, Parigi;
- 1655 circa: Ritratto d'uomo che sfoglia un libro, Louvre, Parigi;
- 1655: Il servo spietato - The Wallace Collection, Londra;
- 1655: Suonatore di flauto - Collezione privata, Germania;
- 1655 circa: Busto d'uomo che indossa un cappello a tesa larga - Galleria nazionale d'Irlanda, Dublino;
- 1656 circa: Giovane uomo con flauto - Scandinavia: Collezione Privata;
- 1657 circa: Vecchia che insegna a un bambino - Museo dell'Ermitage, San Pietroburgo, Russia;
- 1658 circa: Ragazzo con flauto - Galleria Palatina, Firenze, Italia;
- 1659 circa: La scala - Louvre, Parigi;
- 1659: San Matteo e l'angelo - North Carolina Museum of Art, Raleigh;
- 1659 circa : Abramo scaccia Agar e Ismaele - Guilford College Collection, Greensboro.

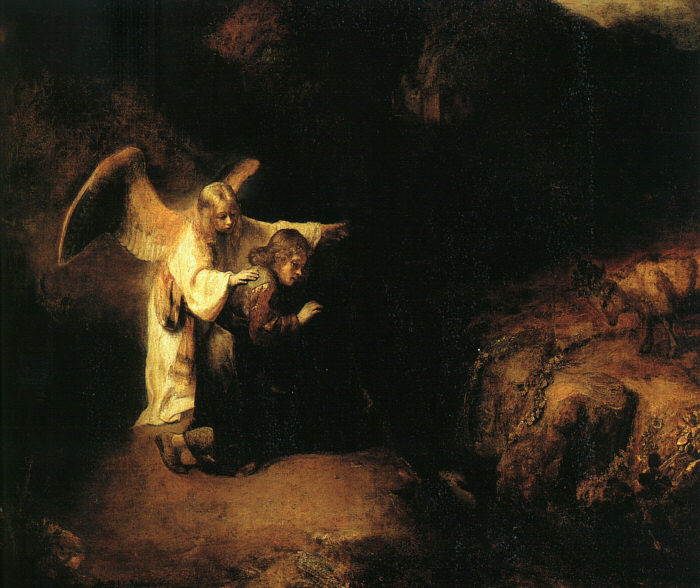
Le visioni di Daniele, 1650, Gemäldegalerie, Berlino
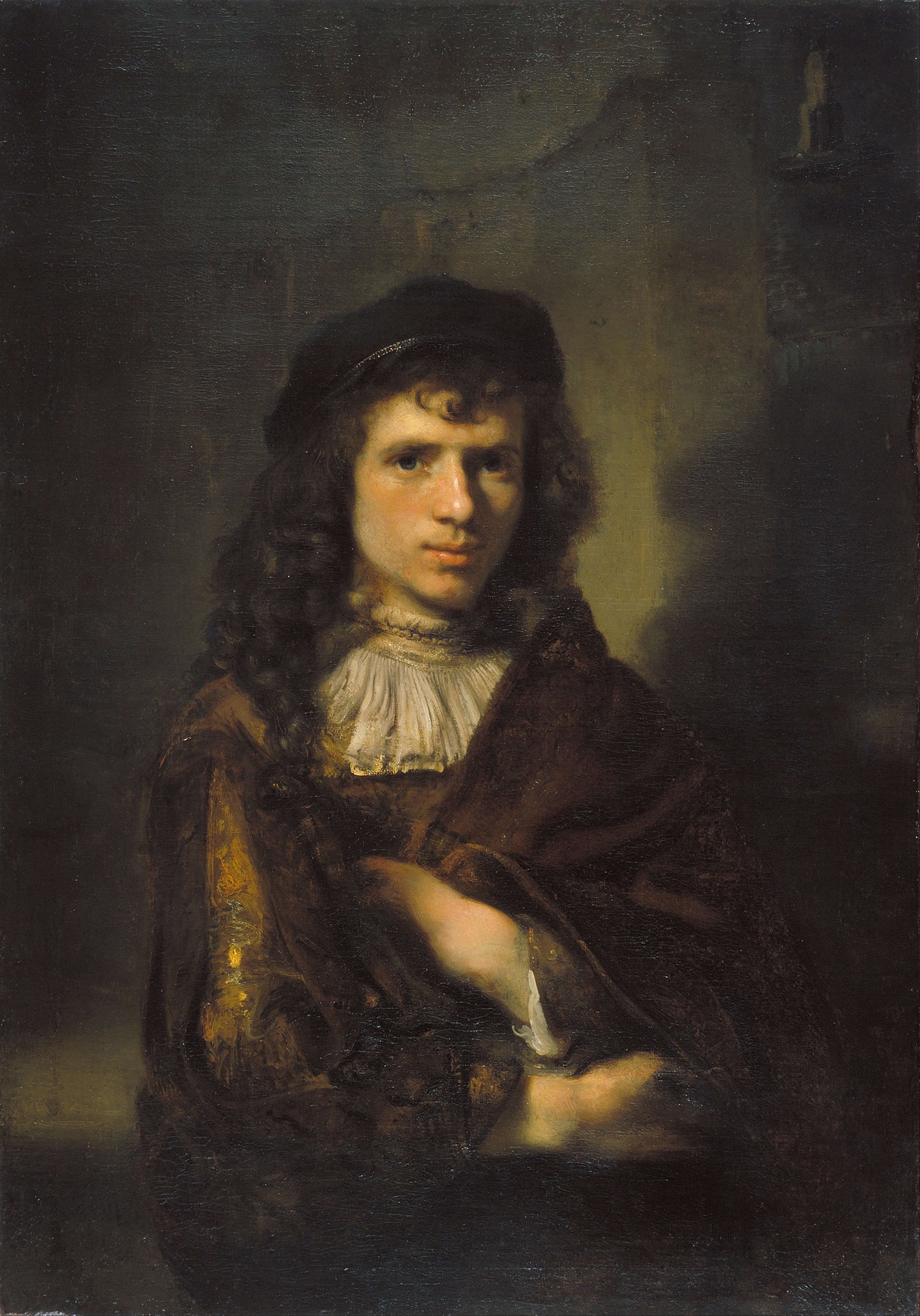
Ritratto di un uomo giovane, 1654, Museo nazionale d'arte della Catalogna, Barcellona
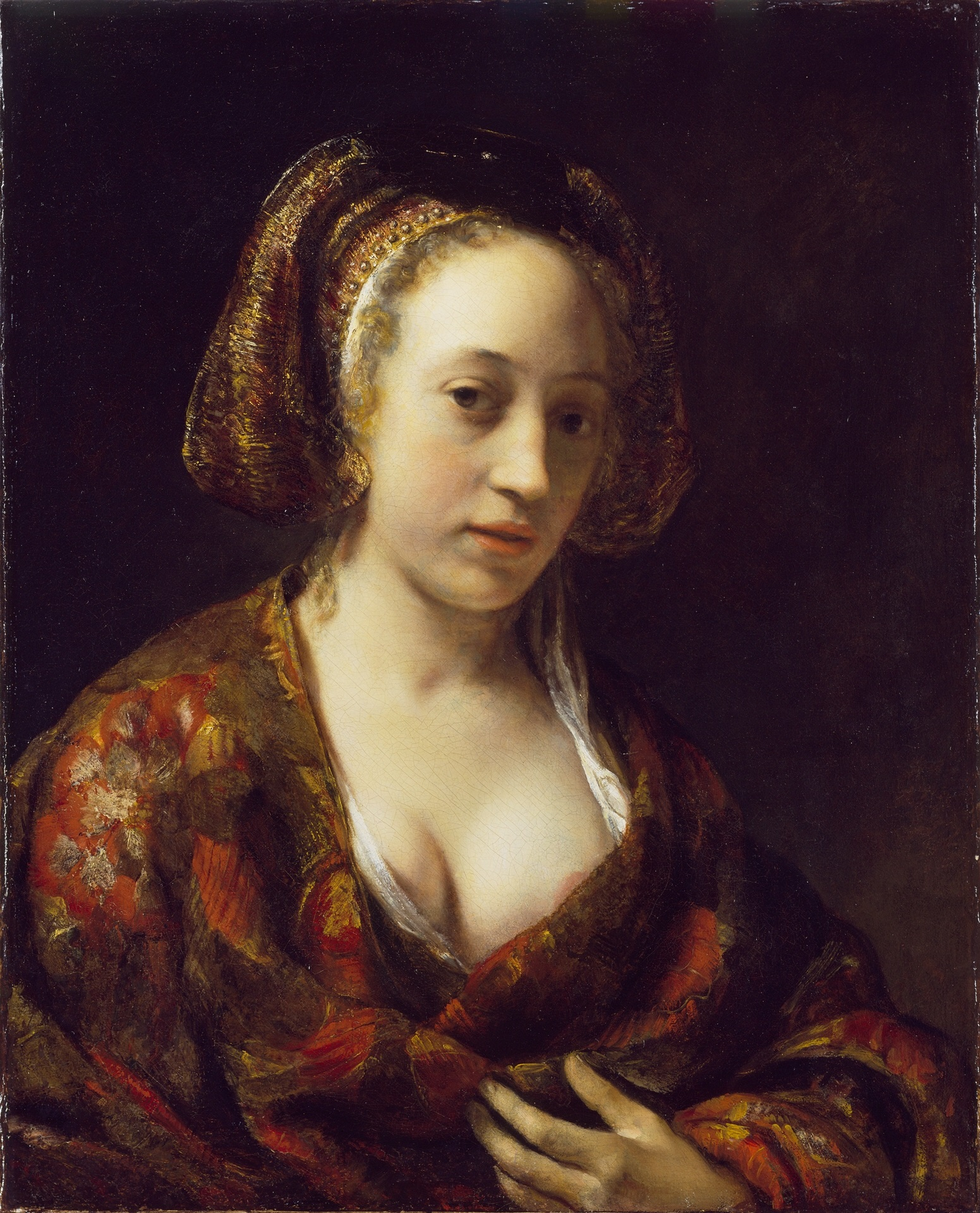
Giovane donna in un abito di broccato, 1654, Wallace Collection, Londra
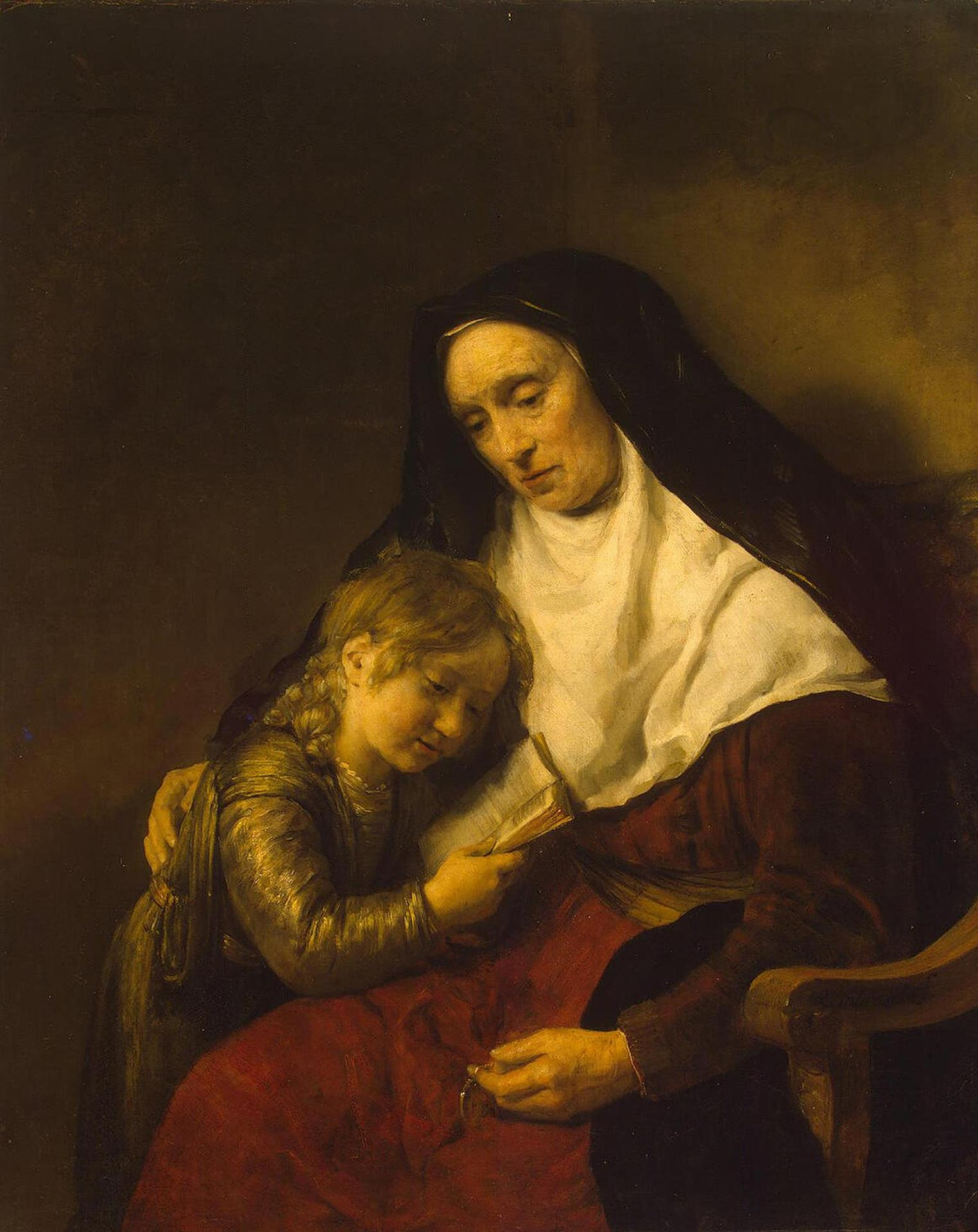
Timoteo e Lois, 1650, Ermitage, San Pietroburgo